# 21st.keynote
『21st.keynote』（トゥエンティー・ファースト・キーノート）は、エフエム香川（FM香川）で放送されていたラジオ番組である。

## 概要
月に1回のペースで放送されていた音楽番組で、株式会社イナダの一社提供で放送。放送時間は毎月第2月曜 21:00 - 21:55（日本標準時）。
番組は毎月1つのテーマを定め、そのテーマに沿った曲を新旧問わずにオンエアしていた。選曲の中心は1960-70年代のアメリカンロックであったが、UKもののほか、シンガーソングライターもの、フォーク、R&B、ブルース、プログレ、ブラジルもの（ボサノヴァ、MPB）など幅広い。
パーソナリティは、途中までは小西和則と敷山千津が務めていたが、後に蒲野誠一と敷山千津のコンビに変更された。
番組は2013年6月をもって終了。替わってIchiro（後の稲田イチロー）と甲山万友美がパーソナリティを務める『21st Keynote NEXT』（ - ネクスト）がスタートした。こちらも月に1回のペースで放送されていた。